# Melzower Forst
Der Melzower Forst ist das größte Naturschutzgebiet im Landkreis Uckermark in Brandenburg. Es liegt südöstlich von Blankenburg, einem Ortsteil der Gemeinde  Oberuckersee. Das 2.830,66 ha große Gebiet, das von der A 11 durchschnitten wird, steht seit dem 1. Oktober 1990 unter Naturschutz. Es gehört zum Biosphärenreservat Schorfheide-Chorin.